# Alberto Rabagliati
Alberto Rabagliati (ur. 26 czerwca 1906 w Mediolanie, zm. 8 marca 1974 w Rzymie) – włoski piosenkarz i aktor, popularny zwłaszcza w I połowie lat 40. Popularyzator jazzowego stylu śpiewania we włoskiej muzyce pop.

## Życiorys

### Dzieciństwo i młodość
Alberto Rabagliati urodził się 26 czerwca 1906 roku w Mediolanie jako syn Leandra Valentina i Delfiny Besso z Piemontu. Dzieciństwo i młodość spędził w swoim rodzinnym mieście, gdzie również otrzymał podstawy wykształcenia muzycznego, w tym umiejętność gry na skrzypcach. W 1926 roku wziął udział w zorganizowanym przez studio filmowe Fox międzynarodowym konkursie na sobowtóra-następcę Rudolfa Valentino, który zmarł w sierpniu tego roku. Konkurs ten Rabagliati wygrał, co okazało się punktem zwrotnym w jego życiu, oznaczającym początek jego kariery artystycznej.

### Pobyt w Stanach Zjednoczonych
W 1927 roku wyjechał do Stanów Zjednoczonych. Zatrzymał się w Hollywood, gdzie zagrał rolę policjanta w filmie  Anioł ulicy z 1928 roku w reżyserii Franka Borzage. Film nie odniósł jednak sukcesu i Rabagliati, aby móc przeżyć, musiał przez dwa lata pracować w kuchni hotelu, prowadzonego w meksykańskiej dzielnicy Los Angeles przez dwóch jego rodaków, emigrantów z Turynu. W 1930 wystąpił we włoskim filmie Sei tu l'amore?, wyreżyserowanym przez Alfreda Sabata i Guida Trenta. Ograniczony sukces filmu i skandal obyczajowy (romans z kobietą związaną z wpływową osobistością z branży filmowej) spowodowały, iż Rabagliati musiał jeszcze w tym samym roku powrócić do Włoch.

### Powrót do Włoch
Podczas pobytu w Stanach Zjednoczonych Rabagliati zapoznał się z nowymi trendami w muzyce północnoamerykańskiej, które to doświadczenia przydały mu się, gdy został członkiem orkiestry Blue Star, kierowanej przez Pippa Barzizzę. Był w niej wokalistą. Orkiestra ta wprowadziła na włoską scenę muzyczną nowinki muzyczne zza oceanu. W 1932 roku Rabagliati został członkiem kubańskiej orkiestry Lecuona Cuban Boys, założonej przez Ernesta Lecuonę. Odniósł z nią pierwszy sukces, lansując przebój „Maria la O”. Z orkiestrą odbywał tournée po całym świecie odnosząc sukcesy. W 1939 roku odszedł z orkiestry.

### I poł. lat 40.
W 1940 ponownie nawiązał współpracę z Pippo Barzizzą, tym razem z prowadzoną przez niego orkiestrą Cetra. Dzięki transmisjom radiowym szybko zyskał renomę jednego z najpopularniejszych wokalistów we Włoszech. Wylansował szereg przebojów, w tym „Mattinata fiorentina”, „Ba-ba-baciami piccina”, „Silenzioso slow (abbassa la tua radio per favor)”, „Bambina innamorata”. Na początku lat 40. wznowił też działalność aktorską występując jako piosenkarz w filmach muzycznych: La scuola dei timidi z 1941 i La vita è bella z 1943 roku, oba w reżyserii Carla Ludovica Bragaglii oraz Lascia cantare il cuore z tego samego roku w reżyserii Roberta Savarese. W 1941 roku spółka Ente Italiano per le Audizioni Radiofoniche zaproponowała mu samodzielne prowadzenie własnego programu Canta Rabagliati, emitowanego od marca 1941 roku w każdy poniedziałek. Artysta stał się na tyle popularny, że jego nazwisko pojawiło się w tekstach kilku wylansowanych przez niego przebojów: „La famiglia canterina”, „Quando la radio” i „Quando canta Rabagliati”. Jeden z jego szlagierów, „C’è una casetta piccina” (znany też pod tytułem „Sposi”), został wykorzystany przez reżim faszystowski w celu wsparcia polityki demograficznej. W 1945 roku Rabagliati wystąpił w przedstawieniu teatralnym Roma città chiusa, wystawionym z okazji zakończenia wojny.

### II poł. lat 40 i lata 50.
Okres powojenny oznaczał schyłek jego kariery. Nie udało mu się odzyskać popularności, którą zdobył początku lat 40.. Wznowił tymczasem działalność aktorską, występując w kilku filmach: Partenza ore 7 z 1945 roku w reżyserii Maria Mattoli i Natale al campo 119 z 1947 roku w reżyserii Pietra Francisci). 19 maja 1954 roku poślubił Marię Antoniettę Tonnini. Przy tej okazji zaśpiewał refren jednego ze swych przebojów, „C’è una casetta piccina”. W latach 50. kontynuował karierę aktorską występując w licznych filmach, w tym: Il maestro Don Giovanni z 1954 roku w reżyserii Miltona Krimsa i Vittoria Vasarotti), Bosonoga Contessa z tego samego roku w reżyserii Josepha L. Mankiewicza, Susanna tutta panna z 1957 roku w reżyserii Stena, Domenica è sempre domenica z 1958 roku w reżyserii Camilla Mastrocinque i Il vedovo z 1959 roku w reżyserii Dina Risiego.

### Lata 60.
W latach 60. Rabagliati kontynuował występy w filmach: Jessica z 1962 roku w reżyserii Jeana Negulesco, Il mio amico Benito z tego samego roku w reżyserii Giorgia Bianchiego, Panic button z 1964 roku w reżyserii George’a Shermana i  Panie i panowie z 1965 roku w reżyserii Pietra Germiego.

### Lata 70.
Rabagliati zmarł nagle 8 marca 1974 roku w Rzymie na zakrzepicę mózgu. Przedtem zdążył wystąpić w programie telewizyjnym Milleluci, poprowadzonym przez Minę i Raffaellę Carrà i wyemitowanym 16 marca. Został pochowany obok swej matki na Cmentarzu Flamińskim w Rzymie.